# Piz Corvatsch
Piz Corvatsch je horský štít s nadmořskou výškou 3451 m nalézající se ve švýcarském kantonu Graubünden v Berninských Alpách.

## Dostupnost

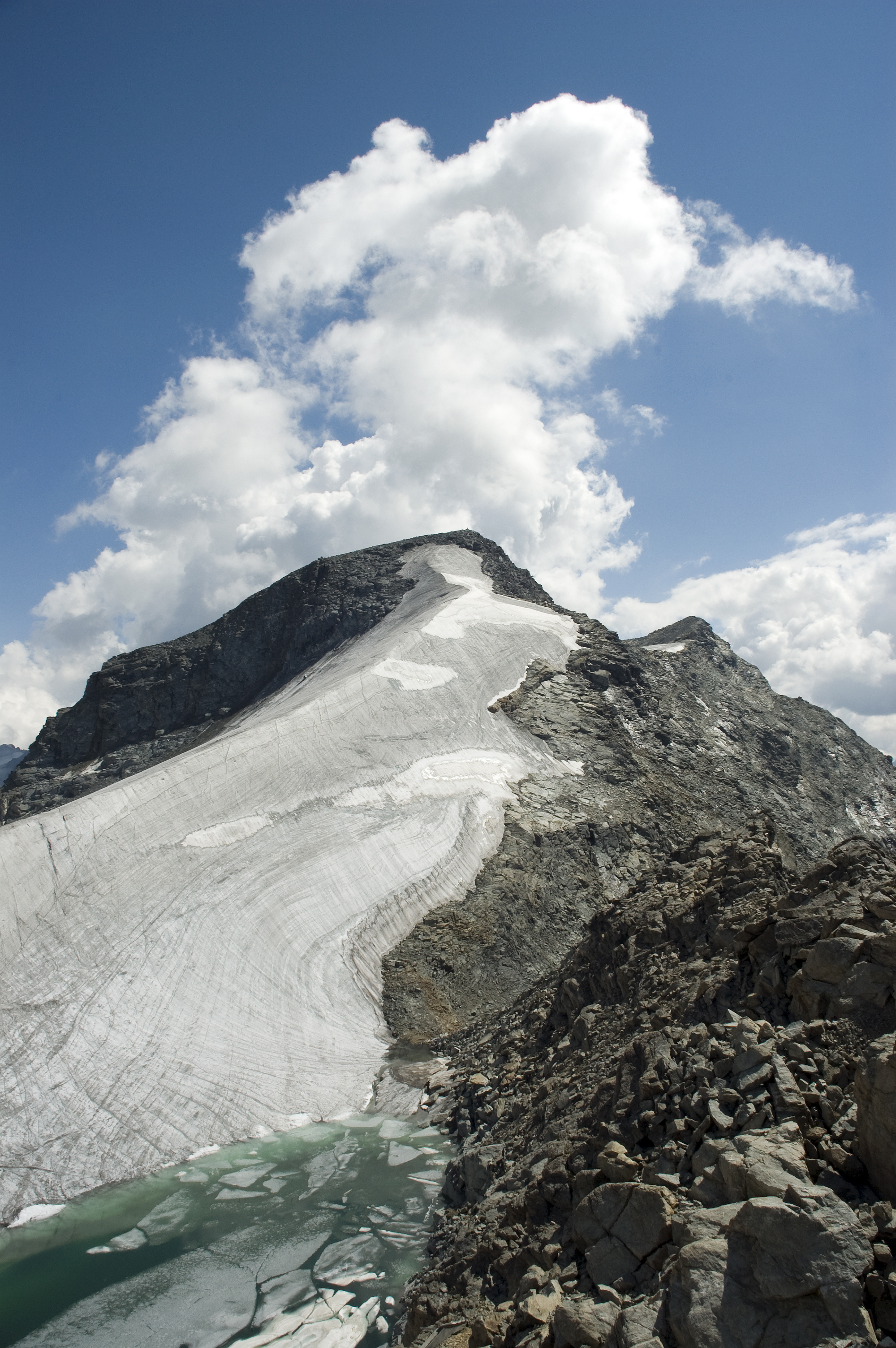
Piz Murtèl a Piz Corvatsch (vzadu vpravo) z horní stanice lanovky

Ze Surleje (1864 m n. m.) vedou dva obousměrné úseky lanové dráhy přes Murtèl (2698 m n. m.) k horní stanici lanovky Corvatsch (3297 m n. m.) s panoramatickou restaurací a vyhlídkovou terasou ve výšce 3303 m n. m. Východně odtud se až k Piz Murtèl (3432 m n. m.) táhne ledovec Vadret dal Corvatsch.

## Lyžařský areál
Kolem hory se rozkládá lyžařský areál Corvatsch-Furtschellas, jenž zahrnuje 23 sjezdovek o délce 56 km v nadmořské výšce mezi 1870 m n. m. až 3290 m n. m. a také tři obousměrné lanovky, šest sedačkových lanovek a čtyři lyžařské vleky. Jeden z nich se nachází v Kinderland Cristins v Surleji. Údolní střediska jsou Sils Maria a Silvaplana. Letní lyžování bylo ukončeno v roce 1993. Známá je sjezdovka Hahnensee, která vede kolem Hahnensee (rétorománsky Lej dals Chöds) do Svatého Mořice, a nejdelší osvětlená noční sjezdovka ve Švýcarsku.

## Historie
- 1898: Philipu Markovi a Claudiu Saratzovi se podařil prvovýstup na Piz Corvatsch na lyžích.
- 50. léta 20. století: Plánování lanovky do nadmořské výšky 3303 m.
- 1963: Lanová dráha a dva lyžařské vleky na Piz Corvatsch zpřístupňují severní svahy Svatého Mořice až do oblasti Sils.
- Od roku 1963: Lyžařský areál je rozšířen a vleky jsou modernizovány, včetně prostřední stanice horské železnice Murtel.
- 1997: Uvedení velké lanovky Surlej-Murtèl-Corvatsch do provozu.
- 2017: Fúze se společností Diavolezza Lagalb AG, čímž vzniká "pohádkový horský svět".

## Klima
Pro období 1991 až 2020 je průměrná roční teplota -5,0 °C, přičemž nejchladnější průměrná měsíční teplota je v únoru (-11,8 °C) a nejteplejší průměrná měsíční teplota je v srpnu (2,9 °C). V průměru lze očekávat 306 mrazových dnů a 233 ledových dnů. Neexistují žádné letní nebo tropické dny. Měřicí stanice MeteoSwiss se nachází v nadmořské výšce 3294 metrů.
Teplotní rekord na Piz Corvatsch byl stanoven 27. června 2019 na 13,3 °C.